# Viso (Incio)
Viso (llamada oficialmente Santa Cristina do Viso) es una parroquia española del municipio de Incio, en la provincia de Lugo, Galicia.

## Otras denominaciones
La parroquia también es conocida por el nombre de Santa Cristina de Viso.

## Límites
Limita con las parroquias de Pacios, Loureiro, Suñide y Formigueiros al norte, Santa María de Mao, Reboiro y Toldaos al este, Rendar y Goó al sur, y San Julián de Bardaos y Bardaos al oeste.

## Organización territorial
La parroquia está formada por cinco entidades de población, constando cuatro de ellas en el nomenclátor del Instituto Nacional de Estadística español:
- Bermún
- Buxán
- San Miguel
- Santa Cristina
- Sobrado (O Sobrado)

## Demografía
| Gráfica de evolución demográfica de Viso entre 2000 y 2020 |
|                                                            |
| Datos según el nomenclátor publicado por el INE.           |